# Mercury IVA

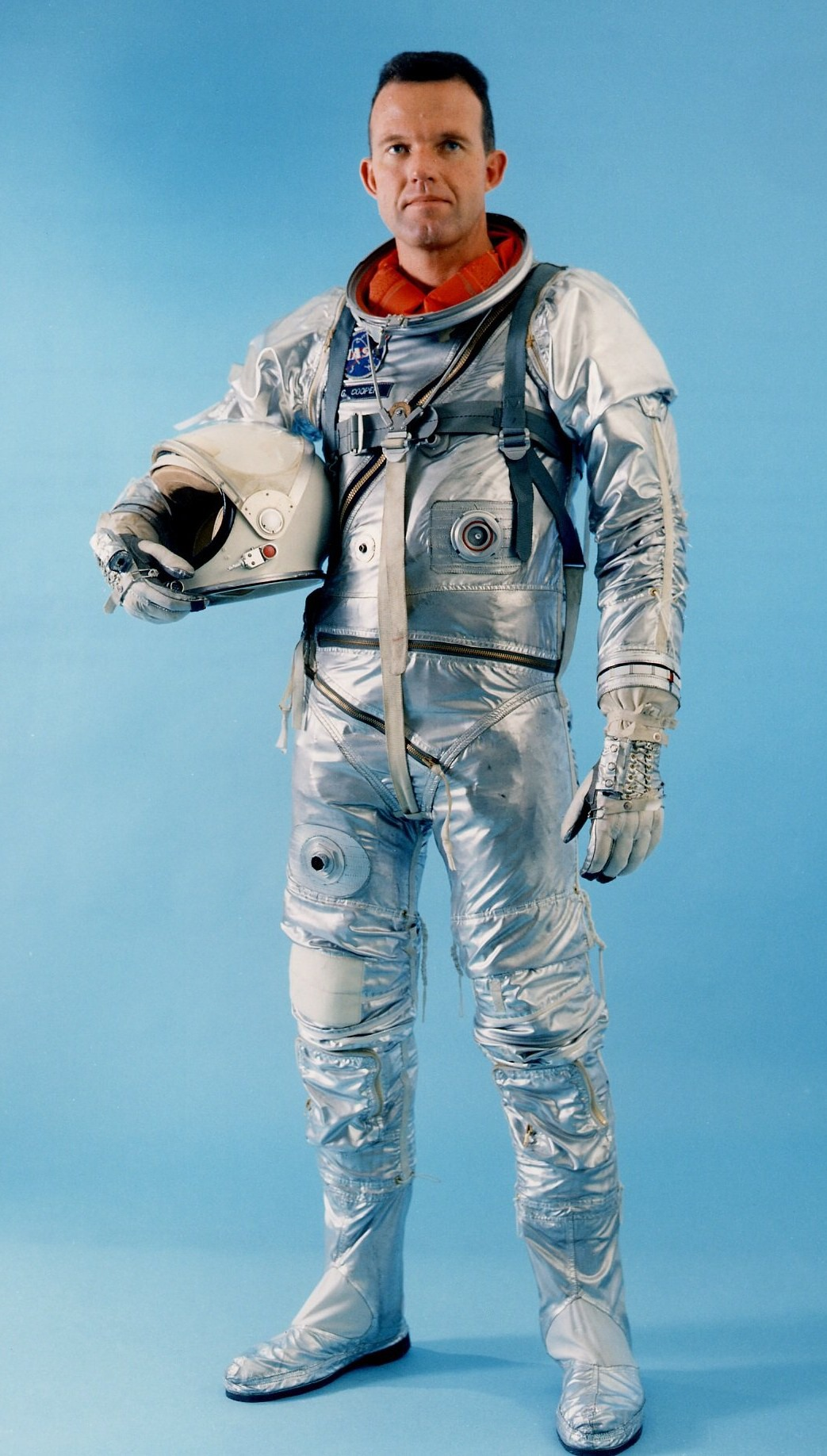
Gordon Cooper im IVA-Anzug

Mercury IVA war ein Raumanzug der bei den Mercury-Missionen zum Einsatz kam. Er war ursprünglich für die US Navy von der B.F. Goodrich Company als Druckanzug für Flüge in großen Höhen entwickelt worden.

## Entwicklung des Anzugs
Der Raumanzug war in den späten 1950er Jahren entwickelt worden und ursprünglich nicht für Raumflüge vorgesehen. Im Gegensatz zu früheren Modellen war dieser Anzug besonders leicht und wog nur knapp 10 kg. Der höchste Test wurde bei 34.670 m im Rahmen des Projekt Strato-Lab am 4. Mai 1961 durchgeführt. Da spätere Testflugzeuge, wie z. B. die X-15, mit einer Druckkabine ausgestattet wurden, kam es zu keiner Weiterentwicklung.

## Einsatz im Mercury-Projekt
Als die NASA 1958 das Mercury-Projekt begann, musste ein möglichst leichter Raumanzug gefunden werden. Der Mark IV erfüllte diese Kriterien und war außerdem relativ leicht an die Bedürfnisse der Raumfahrt anzupassen. Der  Anzug wurde dann als Mark IVA bezeichnet.
Diese Anpassungen waren unter anderem:
- Keine Atemmaske für den Astronauten, die Atmung fand vollständig innerhalb des hermetisch verschlossenen Anzugs statt.
- Die Oberfläche des Anzugs und der Schuhe wurden mit einer aus Aluminium bestehenden Beschichtung versehen, um so Temperaturstrahlungen von Außen möglichst effektiv reflektieren zu können.
- Spezielle Handschuhe um die Schalter und Knöpfe der Kapsel bedienen zu können.
- Ein spezieller Anschluss für die Weiterleitung der biometrischen Messdaten an die Bodenstation.

Jeder Astronaut hatte drei an seinen Körper angepasste Anzüge. Einer wurde bei Tests eingesetzt, der zweite war für den eigentlichen Flug und der dritte wurde als Reserve zurückgehalten. Insgesamt wurden 36 Anzüge hergestellt.
Der Anzug ist im Weltraum aber nie tatsächlich zum Einsatz gekommen, da die Mercury-Kapsel bei allen Einsätzen die notwendige Atmosphäre bieten konnte. Lediglich bei der Mission Mercury-Redstone 4 gab es Probleme nach der Wasserung, nachdem der Astronaut Virgil Grissom seine Kapsel verlassen musste. Da er bereits seinen Helm abgesetzt sowie auch alle Verbindungen zur Sauerstoffversorgung entfernt hatte, füllte sich der Anzug langsam mit Wasser. Nach kurzer Zeit konnte er aber von einem Bergungshubschrauber aufgenommen werden. Dieses Szenario war bei der Entwicklung des Anzugs nicht berücksichtigt worden. Bei allen späteren Missionen gab es dann zusätzlich eine Rettungsweste.